# Malformed Earthborn
Malformed Earthborn war eine US-amerikanische Industrial-Metal- und Noise-Band, die 1992 gegründet wurde und sich ca. 1995 auflöste.

## Geschichte
Die Band wurde im Sommer 1992 gegründet und war ein Nebenprojekt der Musiker Shane Embury (Napalm Death), Dan Lilker (Nuclear Assault, Anthrax, Brutal Truth) und Scott Lewis (Brutal Truth). 1995 erschien daraufhin das Album Defiance of the Ugly by the Merely Repulsive. Das Album stieß jedoch auf wenig Resonanz, woraufhin sich die Band nach der Veröffentlichung wieder auflöste.

## Stil
Laut Eduardo Rivadavia von Allmusic bezieht die Gruppe ihre Einflüsse von Industrial-Metal-Bands wie Ministry und Godflesh, Noise-Rock-Bands wie Swans sowie aus dem Speed Metal, wodurch das aggressive, jedoch tanzbare Album Defiance of the Ugly by the Merely Repulsive entstanden sei. Joel McIver schrieb in seinem Buch Extreme Metal II, dass auf dem Album Industrial Metal mit Einflüssen aus dem Techno zu hören ist. Martin Popoff rezensierte in seinem Buch The Collector’s Guide of Heavy Metal Volume 3: The Nineties Defiance of the Ugly by the Merely Repulsive und stellte fest, dass es nur als Scherz gemeint sein kann und, dass kaum jemand gewillt sei, das komplette Album am Stück durchzuhören, da es viel zu lang und zu merkwürdig sei. Er stelle Einflüsse aus dem Crustcore, Grindcore und Industrial fest. In den Songs kämen noch mehr extreme Verzerrungen vor als bei Musikern wie Merzbow.

## Diskografie
- 1995: Defiance of the Ugly by the Merely Repulsive (Album, Release Entertainment)